# 시흥 풋볼 아이 FS
시흥 풋볼 아이 FS(Siheung Football Eye Futsal Club)는 대한민국 경기도 시흥시에 있었던 풋살 선수단이다. 풋볼아이스포츠가 운영했던 남자 세미프로 풋살단이며, 2007년에 창단되었고 2023년에 해단되었다.

## 역사
2007년, 원미풋살경기장을 연습구장으로 창단하였으며 창단한 이후 FK리그에 참가하였다. 판타지아 부천FS는 2007년 생활체육풋살구단을 목표로 해서 창단하였으며 2012-13시즌부터 FK리그에 참가하였다. 첫번째 시즌에서 5위를 기록하며 아쉬운 성적을 거뒀던 부천은 이윽고 절치부심하여 FK컵에 나섰고 준우승이라는 성적을 달성했다. 이후 2015-16 FK리그에서 준우승을 차지하였고 다음해인 2016-17시즌엔 슈퍼리그에 잔류할 수 있는 성적 (1위~6위)을 차지하면서 2017-18시즌 FK 슈퍼리그에 나서게 되었다. 2018-19년 시즌에 슈퍼리그 잔류에 성공했다.

## 지도자
| 직위 | 이름   | 비고 |
| ---- | ------ | ---- |
| 감독 | 이정우 |      |

### 역대 감독
| 순번 | 이름   | 선임         | 취임        | 사임        | 재임 시즌 | 비고      |
| ---- | ------ | ------------ | ----------- | ----------- | --------- | --------- |
| 1    | 박청조 | 2012-13 시즌 | 2012-13시즌 | 2012-13시즌 | 1시즌     | 초대 감독 |
| 2    | 김태열 | 2013-14시즌  | 2013-14시즌 | 2013-14시즌 | 1시즌     |           |
| 3    | 박선덕 | 2014-15시즌  | 2014-15시즌 |             |           |           |
|      | 이정우 | 2020-21시즌  |             |             |           |           |

## 시즌 결과
| 시즌    | 리그        | 순위   |
| ------- | ----------- | ------ |
| 2012-13 | FK리그      | 5위    |
| 2013-14 | FK리그      | 4위    |
| 2014-15 | FK리그      | 3위    |
| 2015-16 | FK리그      | 준우승 |
| 2016-17 | FK리그      | 3위    |
| 2017-18 | FK 슈퍼리그 | 3위    |
| 2018-19 | FK 슈퍼리그 | 4위    |
| 2019-20 | FK 슈퍼리그 | 3위    |
| 2020-21 | FK 슈퍼리그 | 3위    |

## 우승 기록
- FK리그
  - 준우승(1): 2015-16
- FK컵
  - 우승(3): 2016, 2020, 2021
  - 준우승(1): 2013

## 참고 문헌
- “스포츠지원포털 등록 현황”. 대한체육회.
- “KFA 통합경기정보 시스템”. 대한축구협회.